# Guillermo Franco
Guillermo Luis Franco Farcuason, més conegut com a Guille Franco, va néixer el 3 de novembre de 1976 a Corrientes, (Argentina) és un jugador professional de futbol, que recentment finalitzà el seu contracte amb el Chicago Fire de la Major League Soccer.
És argentí de naixement, però es va criar en Mèxic.

## Biografia
Debutà en el futbol professional amb la samarreta de l'equip argentí del San Lorenzo en la temporada 1995-1996 fins a la temporada 2001-2002, jugant 96 partits amb 23 gols. Fou aquí on va gaudir dels seus primers títols, amb dos lligues del Troneig Clausura de l'Argentina. Després de 7 anys en Argentina se n'anà al Monterrey de Mèxic on milità 4 temporades amb la samarreta blanc-i-blava i disputà 101 partits marcant fins a 47 gols.
A la meitat de temporada 2005-2006, ja al gener, el Vila-real CF es va interessar pel jugador mexicà i fitxà pel submarí groc, on disputà la Champions League, arribant a les semifinals del torneig més important a nivell mundial. A la temporada 2007-08, aconseguí el subcampionat de Lliga amb el Vila-real CF. Posteriorment jugà al West Ham United FC.
És internacional amb la selecció de futbol de Mèxic.

## Palmarès
- Campió en el Campionat argentí de futbol (Torneig Clausura), amb el San Lorenzo.
- Campió de la Copa Mercosur amb el San Lorenzo.
- Semifinalista de la Champions League amb el Vila-real CF (2006).
- Subcampió de la temporada 2007-08 amb el Vila-real CF.